# Seznam fakult vysokých škol v Česku podle oborů
Toto je oborový seznam fakult českých veřejných a státních vysokých škol. Fakulty jsou přiřazeny k oborům, v nichž poskytují vzdělání. Jedna fakulta může poskytovat vzdělání ve více oborech a v jednom oboru může poskytovat vzdělání více fakult téže vysoké školy.

## Společenskovědní obory

### Ekonomie
- Národohospodářská fakulta VŠE, Praha
- Fakulta podnikohospodářská VŠE, Praha
- Fakulta sociálních věd UK, Praha
- Ekonomicko-správní fakulta MU, Brno
- Fakulta podnikatelská VUT, Brno
- Ekonomická fakulta JU, České Budějovice
- Fakulta ekonomická ZČU, Plzeň
- Fakulta sociálně ekonomická UJEP, Ústí nad Labem
- Ekonomická fakulta TUL, Liberec
- Fakulta informatiky a managementu UHK, Hradec Králové
- Fakulta ekonomicko-správní UPa, Pardubice
- Ekonomická fakulta VŠB-TUO, Ostrava
- Obchodně podnikatelská fakulta SU, Karviná
- Fakulta managementu a ekonomiky UTB, Zlín
- Provozně ekonomická fakulta ČZU, Praha
- Provozně ekonomická fakulta MENDELU, Brno

### Filozofie
- Filozofická fakulta UK, Praha
- Fakulta humanitních studií UK, Praha
- Filozofická fakulta MU, Brno
- Filozofická fakulta UP, Olomouc
- Filozofická fakulta UJEP, Ústí nad Labem
- Fakulta přírodovědně-humanitní a pedagogická TUL, Liberec
- Filozofická fakulta UHK, Hradec Králové
- Fakulta filozofická UPa, Pardubice
- Filozofická fakulta OU, Ostrava
- Fakulta filozofická ZČU, Plzeň[1]

### Historie
- Filozofická fakulta UK, Praha
- Fakulta sociálních věd UK, Praha
- Katolická teologická fakulta UK, Praha
- Filozofická fakulta MU, Brno
- Filozofická fakulta UP, Olomouc
- Filozofická fakulta JU, České Budějovice
- Fakulta filozofická ZČU, Plzeň
- Fakulta pedagogická ZČU, Plzeň
- Filozofická fakulta UJEP, Ústí nad Labem
- Fakulta přírodovědně-humanitní a pedagogická TUL, Liberec
- Filozofická fakulta UHK, Hradec Králové
- Fakulta filozofická UPa, Pardubice
- Filozofická fakulta OU, Ostrava
- Filozoficko-přírodovědecká fakulta SU, Opava

### Politologie
- Filozofická fakulta UK, Praha
- Fakulta sociálních věd UK, Praha
- Fakulta sociálních studií MU, Brno
- Filozofická fakulta UP, Olomouc
- Fakulta filozofická ZČU, Plzeň
- Filozofická fakulta UJEP, Ústí nad Labem
- Filozofická fakulta UHK, Hradec Králové
- Fakulta mezinárodních vztahů VŠE, Praha

### Právo
- Právnická fakulta MU, Brno
- Právnická fakulta UK, Praha
- Právnická fakulta UP, Olomouc
- Fakulta právnická ZČU, Plzeň

### Psychologie
- Filozofická fakulta UK, Praha
- Pedagogická fakulta UK, Praha
- Filozofická fakulta MU, Brno
- Fakulta sociálních studií MU, Brno
- Filozofická fakulta UP, Olomouc
- Fakulta pedagogická ZČU, Plzeň
- Pedagogická fakulta JU, České Budějovice
- Zdravotně sociální fakulta JU, České Budějovice
- Filozofická fakulta OU, Ostrava

### Sociologie
- Filozofická fakulta UK, Praha
- Fakulta sociálních věd UK, Praha
- Fakulta sociálních studií MU, Brno
- Filozofická fakulta UP, Olomouc
- Fakulta filozofická ZČU, Plzeň
- Filozofická fakulta UHK, Hradec Králové
- Fakulta filozofická UPa, Pardubice

### Teologie
- Katolická teologická fakulta UK, Praha
- Evangelická teologická fakulta UK, Praha
- Husitská teologická fakulta UK, Praha
- Cyrilometodějská teologická fakulta UP, Olomouc
- Teologická fakulta JU, České Budějovice

### Tělovýchova
- Fakulta tělesné výchovy a sportu UK, Praha
- Fakulta sportovních studií MU, Brno
- Fakulta tělesné kultury UP, Olomouc
- Pedagogická fakulta JU, České Budějovice
- Fakulta pedagogická ZČU, Plzeň
- Pedagogická fakulta UJEP, Ústí nad Labem
- Fakulta přírodovědně-humanitní a pedagogická TUL, Liberec
- Pedagogická fakulta OU, Ostrava

### Uměnovědy
- Filozofická fakulta UK, Praha
- Katolická teologická fakulta UK, Praha
- Filozofická fakulta MU, Brno
- Filozofická fakulta UP, Olomouc
- Filozofická fakulta JU, České Budějovice
- Filozofická fakulta OU, Ostrava

## Přírodovědecké obory

### Biologie
- Přírodovědecká fakulta UK, Praha
- Přírodovědecká fakulta MU, Brno
- Přírodovědecká fakulta UP, Olomouc
- Přírodovědecká fakulta JU, České Budějovice
- Fakulta pedagogická ZČU, Plzeň
- Přírodovědecká fakulta UJEP, Ústí nad Labem
- Pedagogická fakulta UHK, Hradec Králové
- Přírodovědecká fakulta OU, Ostrava

### Dozimetrie a aplikace ionizujícího záření
- Fakulta jaderná a fyzikálně inženýrská ČVUT, Praha

### Ekologie
- Přírodovědecká fakulta UK, Praha
- Fakulta životního prostředí ČZU, Praha
- Přírodovědecká fakulta UP, Olomouc
- Přírodovědecká fakulta JU, České Budějovice
- Fakulta životního prostředí UJEP, Ústí nad Labem
- Fakulta chemicko-technologická UPa, Pardubice
- Přírodovědecká fakulta OU, Ostrava
- Fakulta elektrotechnická ZČU, Plzeň[2]

### Farmacie
- Farmaceutická fakulta UK, Hradec Králové
- Farmaceutická fakulta MU, Brno
- Vojenská lékařská fakulta UO, Hradec Králové

### Fyzika
- Fakulta jaderná a fyzikálně inženýrská ČVUT, Praha
- Matematicko-fyzikální fakulta UK, Praha
- Přírodovědecká fakulta MU, Brno
- Přírodovědecká fakulta UP, Olomouc
- Přírodovědecká fakulta JU, České Budějovice
- Fakulta pedagogická ZČU, Plzeň
- Přírodovědecká fakulta UJEP, Ústí nad Labem
- Fakulta přírodovědně-humanitní a pedagogická TUL, Liberec
- Pedagogická fakulta UHK, Hradec Králové
- Přírodovědecká fakulta OU, Ostrava
- Filozoficko-přírodovědecká fakulta SU, Opava
- Fakulta aplikovaných věd ZČU, Plzeň[3]

### Geografie
- Přírodovědecká fakulta UK, Praha
- Přírodovědecká fakulta MU, Brno
- Přírodovědecká fakulta UP, Olomouc
- Pedagogická fakulta JU, České Budějovice
- Fakulta pedagogická ZČU, Plzeň
- Přírodovědecká fakulta UJEP, Ústí nad Labem
- Fakulta přírodovědně-humanitní a pedagogická TUL, Liberec
- Přírodovědecká fakulta OU, Ostrava
- Fakulta aplikovaných věd ZČU, Plzeň[4]
- Fakulta ekonomická ZČU, Plzeň[5]

### Geologie
- Přírodovědecká fakulta UK, Praha
- Přírodovědecká fakulta MU, Brno
- Přírodovědecká fakulta UP, Olomouc
- Hornicko-geologická fakulta VŠB-TUO, Ostrava

### Chemie
- Fakulta jaderná a fyzikálně inženýrská ČVUT, Praha
- Přírodovědecká fakulta UK, Praha
- Fakulta chemicko-inženýrská VŠCHT, Praha
- Přírodovědecká fakulta MU, Brno
- Fakulta chemická VUT, Brno
- Přírodovědecká fakulta UP, Olomouc
- Přírodovědecká fakulta JU, České Budějovice
- Fakulta pedagogická ZČU, Plzeň
- Přírodovědecká fakulta UJEP, Ústí nad Labem
- Fakulta chemicko-technologická UPa, Pardubice
- Přírodovědecká fakulta OU, Ostrava
- Fakulta technologická UTB, Zlín

### Informatika
- Fakulta jaderná a fyzikálně inženýrská ČVUT, Praha
- Matematicko-fyzikální fakulta UK, Praha
- Fakulta informatiky MU, Brno
- Fakulta informačních technologií ČVUT, Praha
- Fakulta informačních technologií VUT, Brno
- Fakulta aplikované informatiky UTB, Zlín
- Přírodovědecká fakulta UP, Olomouc
- Přírodovědecká fakulta JU, České Budějovice
- Fakulta aplikovaných věd ZČU, Plzeň
- Fakulta pedagogická ZČU, Plzeň
- Přírodovědecká fakulta UJEP, Ústí nad Labem
- Fakulta informatiky a managementu UHK, Hradec Králové
- Fakulta elektrotechniky a informatiky UPa, Pardubice
- Fakulta mechatroniky, informatiky a mezioborových studií TUL, Liberec
- Přírodovědecká fakulta OU, Ostrava
- Fakulta elektrotechniky a informatiky VŠB-TUO, Ostrava
- Ekonomická fakulta VŠB-TUO, Ostrava
- Filozoficko-přírodovědecká fakulta SU, Opava
- Fakulta informatiky a statistiky VŠE, Praha

### Lékařství
- 1. lékařská fakulta UK, Praha
- 2. lékařská fakulta UK, Praha
- 3. lékařská fakulta UK, Praha
- Lékařská fakulta UK, Plzeň
- Lékařská fakulta UK, Hradec Králové
- Lékařská fakulta MU, Brno
- Lékařská fakulta UP, Olomouc
- Lékařská fakulta OU, Ostrava
- Vojenská lékařská fakulta UO, Hradec Králové

### Veterinární lékařství
- Fakulta veterinárního lékařství VETUNI, Brno
- Fakulta veterinární hygieny a ekologie VETUNI, Brno

### Matematika
- Fakulta jaderná a fyzikálně inženýrská ČVUT, Praha
- Matematicko-fyzikální fakulta UK, Praha
- Přírodovědecká fakulta MU, Brno
- Přírodovědecká fakulta UP, Olomouc
- Přírodovědecká fakulta JU, České Budějovice
- Fakulta aplikovaných věd ZČU, Plzeň
- Fakulta pedagogická ZČU, Plzeň
- Přírodovědecká fakulta UJEP, Ústí nad Labem
- Fakulta přírodovědně-humanitní a pedagogická TUL, Liberec
- Přírodovědecká fakulta OU, Ostrava

## Technické obory

### Architektura
- Fakulta architektury ČVUT, Praha
- Fakulta architektury VUT, Brno
- Fakulta umění a architektury TUL, Liberec
- Fakulta stavební ČVUT, Praha
- Fakulta stavební VŠB-TUO, Ostrava

### Doprava
- Fakulta dopravní ČVUT, Praha
- Dopravní fakulta Jana Pernera UPa, Pardubice
- Technická fakulta ČZU, Praha

### Elektrotechnika
- Fakulta elektrotechnická ČVUT, Praha
- Fakulta elektrotechniky a komunikačních technologií VUT, Brno
- Fakulta elektrotechniky a informatiky VŠB-TUO, Ostrava
- Fakulta elektrotechnická ZČU, Plzeň
- Fakulta mechatroniky, informatiky a mezioborových studií TUL, Liberec
- Fakulta elektrotechniky a informatiky UPa, Pardubice

### Jaderné inženýrství
- Fakulta jaderná a fyzikálně inženýrská ČVUT, Praha

### Hornictví
- Hornicko-geologická fakulta VŠB-TUO, Ostrava

### Hutnictví
- Fakulta materiálově-technologická VŠB-TUO, Ostrava

### Stavebnictví
- Fakulta stavební ČVUT, Praha
- Fakulta stavební VUT, Brno
- Fakulta stavební VŠB-TUO, Ostrava
- Fakulta aplikovaných věd ZČU, Plzeň[6]

### Strojírenství
- Fakulta strojní ČVUT, Praha
- Fakulta strojního inženýrství VUT, Brno
- Fakulta strojní VŠB-TUO, Ostrava
- Fakulta strojní ZČU, Plzeň
- Fakulta strojního inženýrství UJEP, Ústí nad Labem
- Fakulta strojní TUL, Liberec

### Textil
- Fakulta textilní TUL, Liberec

## Zemědělské obory

### Lesnictví
- Fakulta lesnická a dřevařská ČZU, Praha
- Lesnická a dřevařská fakulta MENDELU, Brno

### Rybářství
- Fakulta rybářství a ochrany vod JU, České Budějovice

### Zahradnictví
- Fakulta agrobiologie, potravinových a přírodních zdrojů ČZU, Praha
- Zahradnická fakulta MENDELU, Lednice

### Zemědělství
- Fakulta agrobiologie, potravinových a přírodních zdrojů ČZU, Praha
- Agronomická fakulta MENDELU, Brno
- Zemědělská fakulta JU, České Budějovice

## Umění
- Hudební a taneční fakulta AMU, Praha
- Divadelní fakulta AMU, Praha
- Filmová a televizní fakulta AMU, Praha
- Hudební fakulta JAMU, Brno
- Divadelní fakulta JAMU, Brno
- Fakulta výtvarných umění VUT, Brno
- Fakulta umění a designu UJEP, Ústí nad Labem
- Fakulta umění a architektury TUL, Liberec
- Fakulta restaurování UPa, Litomyšl
- Fakulta umění OU, Ostrava
- Filozoficko-přírodovědecká fakulta SU, Opava
- Fakulta multimediálních komunikací UTB, Zlín
- Fakulta designu a umění Ladislava Sutnara ZČU, Plzeň

## Vojenství a policie
- Fakulta vojenského leadershipu UO, Brno
- Fakulta vojenských technologií UO, Brno
- Fakulta bezpečnostně právní PA ČR, Praha
- Fakulta bezpečnostního inženýrství VŠB-TUO, Ostrava
- Fakulta bezpečnostního managementu PA ČR, Praha